# Die Zauberflöte (1975)
Die Zauberflöte (Originaltitel: Trollflöjten) ist Ingmar Bergmans viel beachtete Filmversion von Wolfgang Amadeus Mozarts Oper Die Zauberflöte aus dem Jahr 1975. Sie wurde anlässlich des 50-jährigen Jubiläums des Schwedischen Rundfunks in Auftrag gegeben und erstmals am Neujahrstag des Jubiläumsjahres 1975 im schwedischen Fernsehen ausgestrahlt. Später wurde der Film international in den Kinos gezeigt.

## Hintergrund

### Produktion
Die Produktionskosten betrugen zwischen 2,5 und 4 Millionen Schwedische Kronen (entsprach 1974 etwa 1,5 bis 2,5 Millionen Deutsche Mark), womit Die Zauberflöte die bis dahin teuerste schwedische Fernsehproduktion war.
Laut Filmhistoriker Peter Cowie wollte Bergman die Aufführung aus dem Jahr 1791 im Theater auf der Wieden in Wien möglichst originalgetreu wiederaufleben lassen. Er hoffte, den Film im historischen Drottningholmer Schlosstheater, einem der wenigen weltweit noch existierenden Barocktheater, drehen zu können. Die Bühne wurde jedoch als „zu fragil“ für die Unterbringung eines Filmstabes bewertet. Während die ganz zu Beginn des Films gezeigten Außenaufnahmen in Drottningholm entstanden, wurde die Bühne unter der Leitung von Henny Noremark bis ins Detail, komplett mit den Seitenbühnen, Vorhängen und Windmaschinen, in den Studios des Schwedischen Filminstituts nachgebaut.
Der Ton wurde nicht synchron zum Film aufgenommen, stattdessen wurden Musik und Gesangsstücke vorher aufgezeichnet und während der Dreharbeiten von den Darstellern lippensynchron nachgesungen.

### Filmstart
Die Zauberflöte lief am 1. Januar 1975 im schwedischen Fernsehen, startete am 10. Oktober desselben Jahres in den schwedischen Kinos und am 16. September 1976 in der BRD.

## Analyse

### Anpassungen der Vorlage
Gegenüber der Vorlage nahm Bergman einige wesentliche Veränderungen im Inhalt und im Handlungsablauf vor. So ist in seiner von der Freimaurer-Symbolik und des Isis- und Osirismythos befreiten Version Sarastro der Vater von Pamina. Dieser hält seine Tochter (aus moralisch und juristisch untadeligen Gründen) in seiner Obhut.
Auch stellen sich die drei Knaben selbst vor und werden nicht von den drei Damen ins Geschehen eingeführt, sodass es in Bergmans Fassung vom ersten Augenblick an offensichtlich ist, dass die drei Knaben nicht im Dienst der Königin der Nacht stehen. Damit werden die bekannten inneren Widersprüche des Schikaneder-Librettos (mit dem Wandel der Königin von einer „guten“ zu einer „bösen“ Figur) aufgefangen. Demselben Zweck dient der kleine Regieeinfall Bergmans, dass er die Königin schon zuvor bei ihrer ersten Arie „Zum Leiden bin ich auserkoren“ für einen kurzen Moment einen verstohlenen Seitenblick auf Tamino werfen lässt, wodurch ihr Vortrag für den Zuschauer als eine berechnete, Mitleid heischende Vorführung entlarvt wird und damit ihren wahren Charakter von vornherein erkennbar macht.
Monostatos erscheint nicht eigentlich als „Schwarzer“ (wohl mit dunklem Teint) und trägt wie seine Helfer ein Narrenkostüm, wodurch er eher als die Karikatur eines Wächters wirkt; wenn er aber als finstere, bedrohliche Gestalt auftritt, hat er die Narrenkappe abgelegt.
Während Papagenos Lied „Ein Mädchen oder Weibchen“ ringt Papagena im Hintergrund in einem köstlich anzusehenden stumm gezeigten Dialog einem Priester die Erlaubnis zur Verkleidung in ein hässliches Weib ab; ihre Begegnung mit Papageno verbleibt dann ganz auf der unbefangen humoristisch-zwischenmenschlichen Ebene, indem auf alle dramatischen Momente (den erpressten Treueschwur; Papagenas Rückverwandlung als Zaubereffekt; das theatralische priesterliche Eingreifen bzw. den starken Donner) verzichtet wird.
Im 2. Aufzug hat Bergman die Reihenfolge der Auftritte teilweise einschneidend geändert, wodurch einige durch Schikaneders „Parallelmontage“ getrennte Einzelszenen zu zusammenhängenden Handlungsabläufen vereinigt werden. So wird die vorgenannte (aus zweien zu einer einzigen zusammengefassten) Szene mit Papageno und Papagena vorgezogen; darauf erst kommt es, eingeleitet von Taminos Flötenspiel, zur Begegnung zwischen Pamina und dem schweigenden Tamino mit Paminas Arie „Ach, ich fühl´s …“, woran sich unmittelbar die Szene mit ihrem Suizidversuch und dem rettenden Eingreifen der drei Knaben anschließt. In direkter Parallele dazu folgt sogleich der verhinderte Selbstmordversuch Papagenos, womit das komplette Papageno-Papagena-Happy-End wiederum vorgezogen wird, um danach – als Höhepunkt – in einem Zuge bis zum Ende die Haupthandlung geschehen zu lassen, in welcher zunächst – eingeleitet von den drei symbolträchtigen Akkorden – Pamina von einem Priester die Zauberflöte überreicht bekommt, dann der (in der Originaloper sehr viel früher stehende) Chor der Priester erklingt und schließlich (nach dem „Choral“ der beiden Geharnischten) Tamino und Pamina die Feuer- und Wasserprobe bestehen, unmittelbar gefolgt vom Invasionsversuch der (jetzt martialisch behelmten) Königin und ihres Gefolges samt dessen Abwehr und schließlich der glorreichen Schlussszene.
Einige Nummern des Librettos sind ganz gestrichen; das Vorspiel zum 2. Aufzug wird ohne Wiederholungen gespielt. Die gesprochenen Dialoge sind allesamt stark gestrafft und angepasst.
Die Oper ist, statt auf Deutsch wie im Original, komplett auf Schwedisch gesungen und gesprochen (wobei die Texte teils auch inhaltlich etwas abgeändert sind, sodass zum Beispiel nicht die Götter Isis und Osiris angerufen werden).

### Theatralische Stilmittel
Bergman erinnert den Zuschauer ständig daran, dass er sich in einer Theateraufführung befindet. So applaudiert mehrfach das Publikum.
Während der Ouvertüre füllt bald das Gesicht eines jungen Mädchens das Bild. In Folge werden eine Vielzahl weiterer Gesichter aus dem Theaterpublikum gezeigt, von Menschen von verschiedenster Herkunft, Alter und Geschlecht. Das Mädchen aus der Ouvertüre wird im gesamten weiteren Verlauf des Films dann immer wieder kurz eingeblendet und man sieht, wie es das Bühnengeschehen fasziniert und bewegt verfolgt und mit seinem Mienenspiel auf die jeweiligen Stimmungswechsel reagiert. Manchmal kündigt eine Änderung ihrer Mimik einen Wandel auf der Bühne schon an, ehe er wirklich gezeigt wird.
Beim Wechsel der Szenen werden die Mechanismen des Theaters offen sichtbar: Beim Erscheinen der Königin der Nacht wechselt auch der Tag zur Nacht und der Zuschauer kann aus dem Blickwinkel des Theaterpublikums die Veränderungen des Bühnenhintergrunds mitverfolgen. Ebenso, als Papagena und Papageno sich endlich in einer Winterlandschaft freudestrahlend begegnen, wechselt beim Klang des Glockenspiels die Kulisse vom Winter- zum Sommerbild, während die beiden Darsteller sich gegenseitig Teile ihrer Winterkleidung abstreifen.
Als die in den Tempelbereich zu Tamino und Papageno vorgedrungenen drei Damen wieder vertrieben werden, betätigen die drei Knaben zur theatermäßigen Effektsteigerung eine Qualmmaschine.
Darüber hinaus werden während der Aufführung auch Einblicke in das Geschehen hinter der Bühne und in der Pause hinter dem Vorhang gewährt. In der Szene etwa unmittelbar vor Papagenos erstem Auftritt, noch in der Garderobe des Sängers, springt er, durch das beginnende Vorspiel seines Liedes aus einem Nickerchen aufgeschreckt, plötzlich auf und rennt polternd in Richtung Bühne, spielt unterwegs mehrmals seine an diesen Stellen auszuführenden fünf Pfeifentöne und wird von einer in Verkleidung befindlichen Komparsin hastig beim Umschnallen seines Vogelkäfigs unterstützt, um dann gerade noch rechtzeitig für seinen Liedeinsatz auf der Bühne zu sein.
In der (wie bei einer Fernsehübertragung schriftlich angekündigten) Pause versammeln sich Sarastros Leute zum Geplauder auf der Bühne; Sarastro selbst sitzt und liest eine „Parsifal“-Partitur, während die Kamera zu einem von Monostatos’ Kumpanen (einem Jungen mit dunklem Make-up und im Narrenkostüm) schwenkt, der gerade ein Comic-Heft liest. Pamina und Tamino spielen Schach im Umkleideraum, und die Königin der Nacht und eine ihrer Damen rauchen eine Zigarette direkt vor einem Schild „Rauchen polizeilich verboten!“. Schließlich, bevor sich der Vorhang zum 2. Akt hebt, schaut der Junge von vorhin durch ein Guckloch im Vorhang in den Zuschauerraum, gefolgt von Sarastro, der es ihm an einer anderen Stelle im Vorhang nachtut.

### Filmische Stilmittel
Neben der Betonung des Theaters als Aufführungsort werden immer wieder auch cineastische Möglichkeiten genutzt. So fährt die Kamera sehr häufig in Nah- und Großaufnahmen bis an die Gesichter und das Mienenspiel der Darsteller heran. Auch werden wie in allen Bergmanfilmen (in Zusammenarbeit mit Bergmans langjährigem Kameramann Sven Nykvist) die künstlerischen Möglichkeiten einer ausgefeilten Lichtgestaltung (hell – dunkel; Licht – Schatten) ausgiebig angewendet.
Als Tamino auf das Medaillon mit Paminas Bild schaut, sieht man diese darin nicht nur als starres Bild, sondern lebendig wie von einer Livekamera übertragen, später dann einen mit finsterer Miene über ihre Schulter hervorlugenden Monostatos, der kommende Probleme schon vorausahnen lässt.
Durch einen Filmtrick hebt sich die Zauberflöte, nachdem sie zu Beginn eingeführt und vorgestellt wurde, frei schwebend in die Luft bzw. lässt sich, in der Schlussszene, von Sarastro aus der Luft heraus ergreifen, wodurch ihre Eigenschaft als Zaubermittel veranschaulicht wird.
Als Papageno und Pamina, auf die Kamera zulaufend, entfliehen wollen, taucht urplötzlich Monostatos vor ihnen auf und versperrt ihnen den Weg – ein optischer Überraschungseffekt, der so nur durch den Bildausschnitt im Film möglich ist.
Sehr filmisch mit ihren Wechseln der Kameraperspektive ist die auf realitätsnahe Darstellung bedachte Szenerie im Schnee mit der zur Selbsttötung entschlossenen Pamina und den drei Knaben, die fast wie eine Außenaufnahme wirkt.
Auch in der Schlussszene des Films stehen Theater und Kino gleichbedeutend nebeneinander: Die Aktionen gehen nahtlos ineinander über, wenn die Kamera, nachdem sie zunächst länger bei dem sich inmitten jubelnder und tanzender Menschen zuletzt umarmenden und küssenden Paar Pamina und Tamino verweilt hat, sich nun langsam von der Bühne in Richtung Zuschauerraum wegbewegt, den Weg freimacht für eine herabschwebende teiltransparente Kulisse und schließlich im weiteren Verlauf der Kamerafahrt die sich liebevoll herzenden Papageno und Papagena erfasst, umkreist von einer fröhlichen Kinderschar (offensichtlich den kleinen zuvor besungenen kleinen Papagenas und Papagenos). Nach einer raschen Überblendung sieht man dann als Totale den fallenden Bühnenvorhang, womit Oper und Film im Applaus des Publikums enden.
Häufig wird der Filmzuschauer unmittelbar angesprochen, indem (im Film normalerweise verpönt, aber hier als gewolltes durchgängiges Stilmittel) die Akteure direkt in die Kamera schauen. „Ad spectatores“, d. h. an das (Film- und Theater-)Publikum gerichtete sentenzenartige Passagen werden jeweils (in der schwedischen Originalsprache des Films) mit großen Lettern auf eingeblendeten Tafeln gezeigt, an einer Stelle sogar von Papageno direkt herbeigewunken. In ähnlicher Weise sieht man groß die am Zugang zur Feuer- und Wasserprobe angebrachte Inschrift, deren Text die zwei Geharnischten feierlich vortragen.
Durch besondere Kameraeinstellungen zeigt Bergman mehrfach einzelne Vorgänge jeweils gleichzeitig aus den Perspektiven verschiedener Personen, so zum Beispiel Sarastros „Hallenarie“ zugleich aus der von Pamina wie denen von Monostatos und ebenso der Königin und den drei Damen. Taminos und Paminas Gang durch Feuer und Wasser wird nicht nur vom Zuschauer, sondern auch sowohl von der Königin und ihren Damen wie von Sarastro und dem Priesterkollegium gespannt verfolgt. Am Ende wird der Überfall der Königin und ihres Gefolges durch die Großaufnahme von Paminas vor Entsetzen erstarrtem Gesicht gerahmt, wodurch er als deren Schreckenserlebnis oder auch Albtraum gedeutet werden kann. – Schon während seines Vogelfängerliedes am Anfang wird Papageno aus dem Bühnenhintergrund heraus interessiert von Papagena betrachtet – lange bevor sie ihn dann wirklich trifft.

### Position in Bergmans Werk
Bereits 1968 verwendete Bergman einen Auszug („O ew’ge Nacht!“, 1. Akt, 15. Auftritt) aus der Zauberflöte in einem seiner Filme, dem Drama Die Stunde des Wolfs. Weitere Werke, in denen Bergman auf Kompositionen von Mozart zurückgriff, waren Durst (1949), An die Freude (1950), Das Lächeln einer Sommernacht (1955) und Von Angesicht zu Angesicht (1976).

## Kritiken
„Mozarts komödiantisches Schauspiel vom Kampf der Mächte des Lichts und der Finsternis, von himmlischer und irdischer Liebe in einer kongenialen Filmfassung von Ingmar Bergman. Obwohl als TV-Produktion konzipiert, kommt die auf große Wirkung angelegte Gestaltung erst im Kino voll zur Geltung. Bergman hat sich nicht damit begnügt, eine Bühnenaufführung abzufilmen, sondern benutzt die Kamera als schöpferisches Mittel und Mitspieler im Geschehen; die Geschichte, in der sich Naives und Mythisches mischen, wurde auf ein menschliches Maß reduziert und fürs heutige Publikum begreifbar gemacht. Viele Motive aus Bergmans früherem Werk klingen an (die grüblerische Suche nach der wahren Kommunikation zwischen Gott und Mensch, Mann und Frau), hier allerdings ins Optimistische und Helle gewendet dank Güte, Toleranz, Weisheit und Liebe, die über Vereinsamung und Haß triumphieren. Ein optischer und musikalischer Genuß von seltener Ausgewogenheit und Schönheit.“

„Musik und Geist, Spiel und Idee sind eine Einheit, die Bergman -- und weniger pathetisch läßt sich das leider kaum sagen -- als das schönste Vermächtnis einer verbrüdernden Humanität verwirklicht: die Oper als beglaubigte Utopie. […]
Den Sieg des Tags über die Finsternis, die schlichte augenfällige Symbolik des Werks nimmt Bergman sinnlich wörtlich. […]
Mit jeder Einzelheit macht Bergman deutlich, daß die Oper die schlagendsten und einfachsten Bilder für den kompliziertesten Sachverhalt aufbietet, den sich die Aufklärung als Thema gestellt hat. Nämlich wie der Mensch in seiner bedrohten Apparatur ein Gleichgewicht finden kann.
Bergman zeigt die ‚Zauberflöte‘ als Musik und Handlung gewordene Suche nach dieser Harmonie.“

## Auszeichnungen (Auswahl)
- 1976: Preis für die Beste fremdsprachige TV-Produktion bei den British Academy Television Awards[46]
- 1975: Sonderpreis der National Society of Film Critics für Ingmar Bergman (für den Beweis wie unterhaltsam Oper im Film sein kann).

Außerdem war Die Zauberflöte 1976 sowohl für den César als auch den Golden Globe Award in der Kategorie „Bester fremdsprachiger Film“ nominiert. Auch bei der Oscarverleihung 1976 wurde er in der Kategorie Bestes Kostümdesign nominiert, konnte sich jedoch nicht gegen Barry Lyndon durchsetzen.

## DVD-Veröffentlichung
Die Zauberflöte ist als US-amerikanische DVD aus dem Jahr 2000 erhältlich, die deutsche Veröffentlichung von Kinowelt/Arthaus (2008) ist derzeit vergriffen.